# Apogon doryssa
 Apogon doryssa és una espècie de peix de la família dels apogònids i de l'ordre dels perciformes.

## Morfologia
Els mascles poden assolir els 8 cm de longitud total.

## Distribució geogràfica
Es troba als oceans Índic i Pacífic: des de l'Illa Christmas fins a les Tuamotu, l'Illa de Pasqua i les Illes Ryukyu.